# Jobi Værft
Jobi Værft A/S är ett danskt skeppsvarv i Strandby i Frederikshavns kommun i Danmark, som framför allt tillverkar fiskebåtar.
Jobi Værft grundades 2005 av bröderna Jesper Faurholt Jensen och Bjarke Faurholt Jensen. Företaget övertog 2013 Kurt Sørensens Skibs- og bådebyggeri i Aalbæk. År 2015 övertog det Strandby Værft & Bedding ApS.
Från 2015 har all verksamhet, efter ombyggnad och renovering av lokalerna, bedrivits i det tidigare Strandby Værft i Strandby.

## Fartyg byggda i Strandby i urval
- Frog Taurus, arbets- och dykfartyg, 1983 (Strandby Værft & Bedding)[1]
- GG 64 Martina, fiskebåt, 1992 (skrov byggt på varv i Szczecin, färdigställd på Strandby Værft & Bedding )
- GG 764 Astrid, fiskebåt, 1988 (Strandby Værft & Bedding)
- GG 469, 1987 (skrov byggt på Bruces Nya Mekaniska Verkstad i Landskrona, färdigställd på Strandby Værft & Bedding)